# 236P/LINEAR
236P/LINEAR, komet Jupiterove obitelji